# Villers-au-Flos
Villers-au-Flos település Franciaországban, Pas-de-Calais megyében. Lakosainak száma 243 fő (2022. január 1.). Villers-au-Flos Bancourt, Barastre, Beaulencourt, Haplincourt, Riencourt-lès-Bapaume, Rocquigny és Le Transloy községekkel határos.

## Népesség
A település népessége az elmúlt években az alábbi módon változott:
| Lakosok száma | 230  | 252  | 268  | 272  | 263  | 255  | 246  | 246  | 243  |
|               | 2013 | 2015 | 2016 | 2017 | 2018 | 2019 | 2020 | 2021 | 2022 |